# Mk 48 (ミサイル発射機)

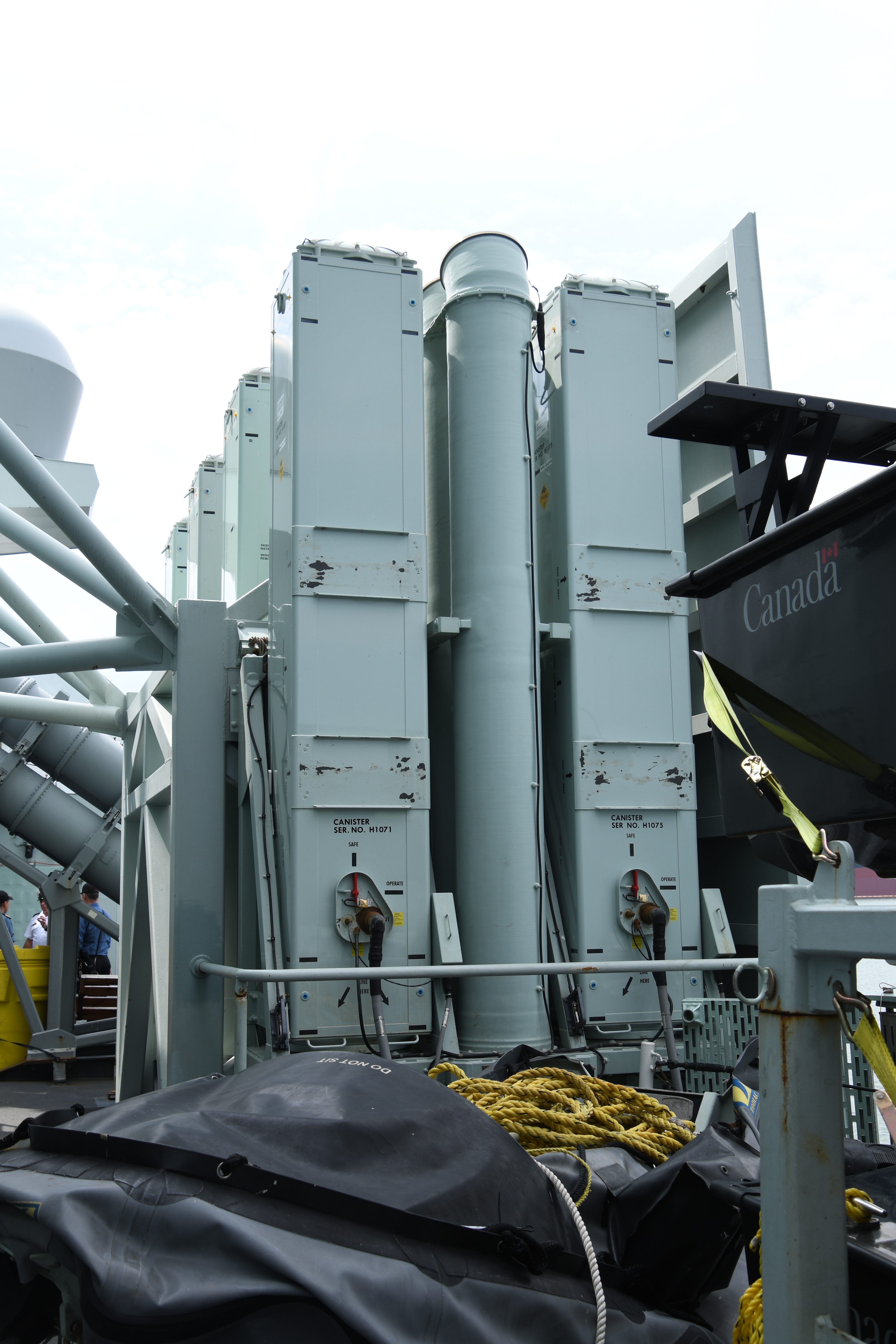
Mk.48 mod.4 VLS

Mk.48垂直発射システム（英語: Mark 48 Vertical Launching System）は、ミサイル垂直発射システム。発射機単体ではMk.164と呼称されている。

## 概要
Mk.48 VLSは、いわば、小型の個艦防空ミサイルであるシースパロー（ESSMを含む）のためのMk.41の小型・軽量化版である。
通常は「VLS」と呼ばれると、Mk.41に代表される様な『甲板埋め込み型』を想起されることも多いが、当機はあたかもファランクスの様に甲板をくり抜くことなくボルト止めで設置される機種であり、本機がその一例である。（ただし、MK.41の様に甲板下に埋め込むことは、艦の重心に与える影響が小さいという利点もある。）
Mk.41と異なり、本機では固定式のミサイル・セルは使用されておらず、ミサイルを収容するキャニスターと排炎筒、各種の制御装置や補機類によって構成される。この排炎筒や補機類の配置によって、現在までに複数のモデルが発表されている。
Mk.48 Mod.0
もっとも初期に開発された基本型で、甲板上に設置される。2セル分で1組とされており、2本のキャニスターが排炎筒（manifold）2本を挟んで配置されている。この際、ミサイル・キャニスターは曝露された状態で設置される。
1セット（2セル分）で全高478cm×全幅220cm×奥行き132cmで、16セル分で重量15,942 kg (35,146 lb)である。
なお、ESSM対応改修されたものはMod.4と呼称される。
Mk.48 Mod.1
上部構造物に隣接して甲板上に設置されるもので、2セル分が1組になっているのはMod.0と同様だが、セルの下方にL字型の排炎筒が設けられており、排炎は側面に向かって行なわれる。
1セット（2セル分）で全高465cm×全幅173cm×奥行き132cmで、16セル分で重量13,278 kg (29,273 lb)である。
Mk.48 Mod.2
甲板内に収容できるように、Mod.0の構造を基本として、16セルをひとつのモジュールにまとめたものである。
1セット（16セル分）で全高474cm×全幅477cm×奥行き417cm、重量17,648 kg (38,907 lb)である。
なお、ESSM対応改修されたものはMod.5と呼称される。
Mk.48 Mod.3
1,000トン未満の小型艦にも搭載できるように小型化したもので、6セルをひとつのモジュールとしており、また、補機類も簡素化されている。
1セット（6セル分）で全高495cm×全幅376cm×奥行き284cm、重量8,296 kg (18,290 lb)である。
ミサイル・キャニスターとしては、従来は垂直発射型シースパローを1発のみ収容するMk.20が使用されてきた。キャニスターの上面は、従来型のMk.29 GMLSと同様にプラスチック製の蓋で覆われている。
発射される際には、バックブラストは排炎筒より排出され、ミサイルはプラスチック製の蓋を破砕して飛翔することとなる。また翼を折りたためるESSMの開発に伴い、ESSMを2発収容できるデュアル・パック（Composite Dual Pack）が実用化されている。
Mk.48をもとにしてデュアル・パックを採用した改良型としてMk.56が開発されているが、既存のMk.48にも同様にデュアル・パックを適用することも可能であり、この場合はDP-48と称されることもある。

## 搭載艦
カナダ海軍

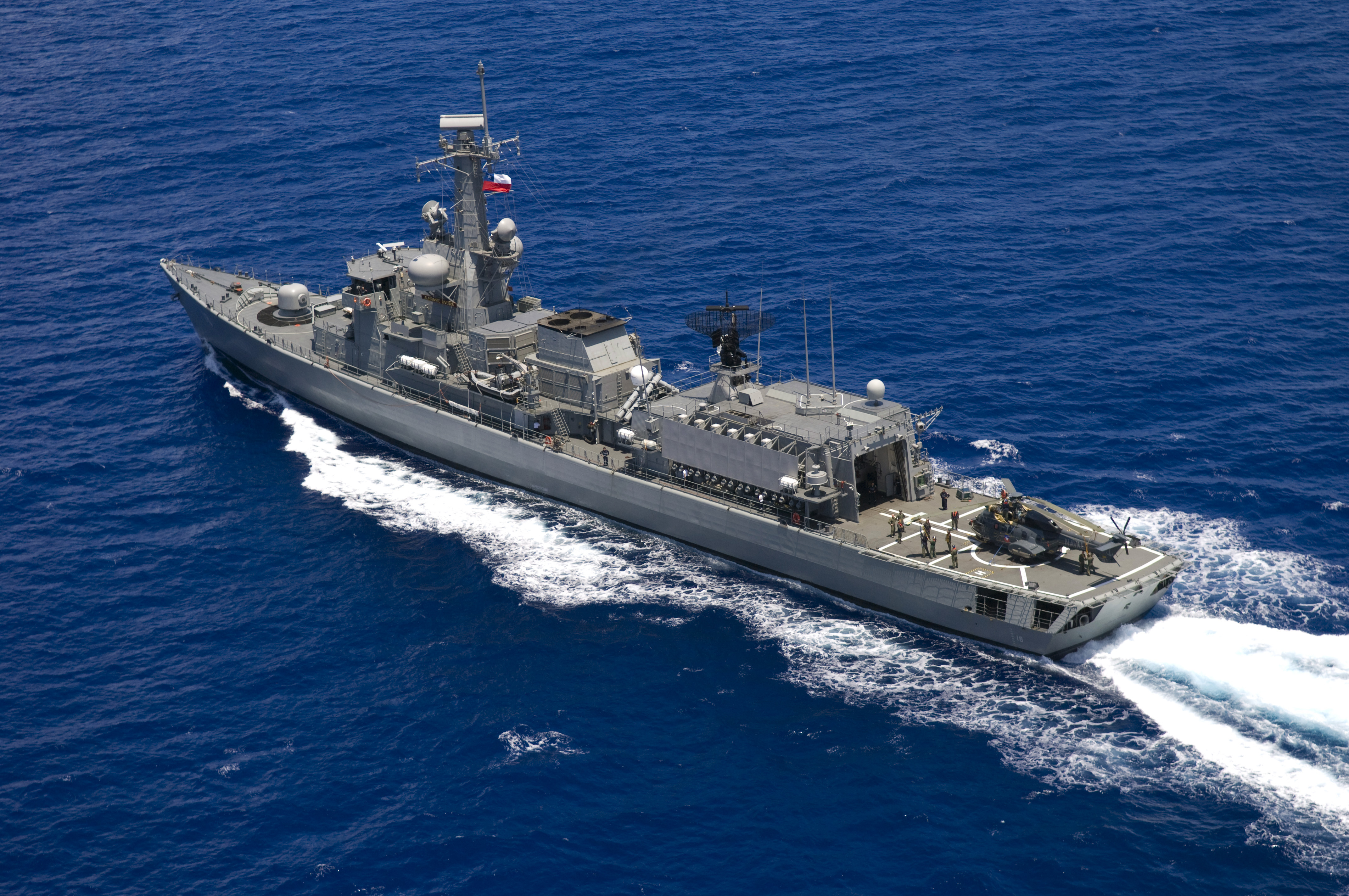
チリ海軍「アルミランテ・リヴェロス」
ハンガー両脇にMk.48 Mod.1を装備している

- ハリファックス級フリゲート (Mk.48 Mod.0→4)

 海上自衛隊
- むらさめ型護衛艦（Mk.48 Mod.0→4）

 大韓民国海軍
- 広開土大王級駆逐艦（Mk.48 Mod.2）

 ギリシャ海軍
- イドラ級フリゲート（Mk.48 Mod.2→5）

 オランダ海軍 /  ベルギー海軍 /  ポルトガル海軍 /  チリ海軍
- カレル・ドールマン級フリゲート（Mk.48 Mod.1）

 デンマーク海軍
- フリーヴェフィスケン級哨戒艇（Mk.48 Mod.3）
- ニールス・ユール級コルベット（Mk.48 Mod.3）
- アブサロン級多目的支援艦（Mk.56 Mod.3）
- イーヴァル・ヒュイトフェルト級フリゲート（Mk.56 Mod.3）

 アラブ首長国連邦海軍
- バイヌナ級コルベット（Mk.56）